# برايان جود
برايان جود (بالإنجليزية: Brian Jude) هو كاتب سيناريو أمريكي، ولد في 21 أغسطس 1971 في لونغ برانش في الولايات المتحدة.

## وصلات خارجية
- برايان جود على موقع IMDb (الإنجليزية)
- برايان جود على موقع قاعدة بيانات الفيلم (الإنجليزية)